# Eternity II

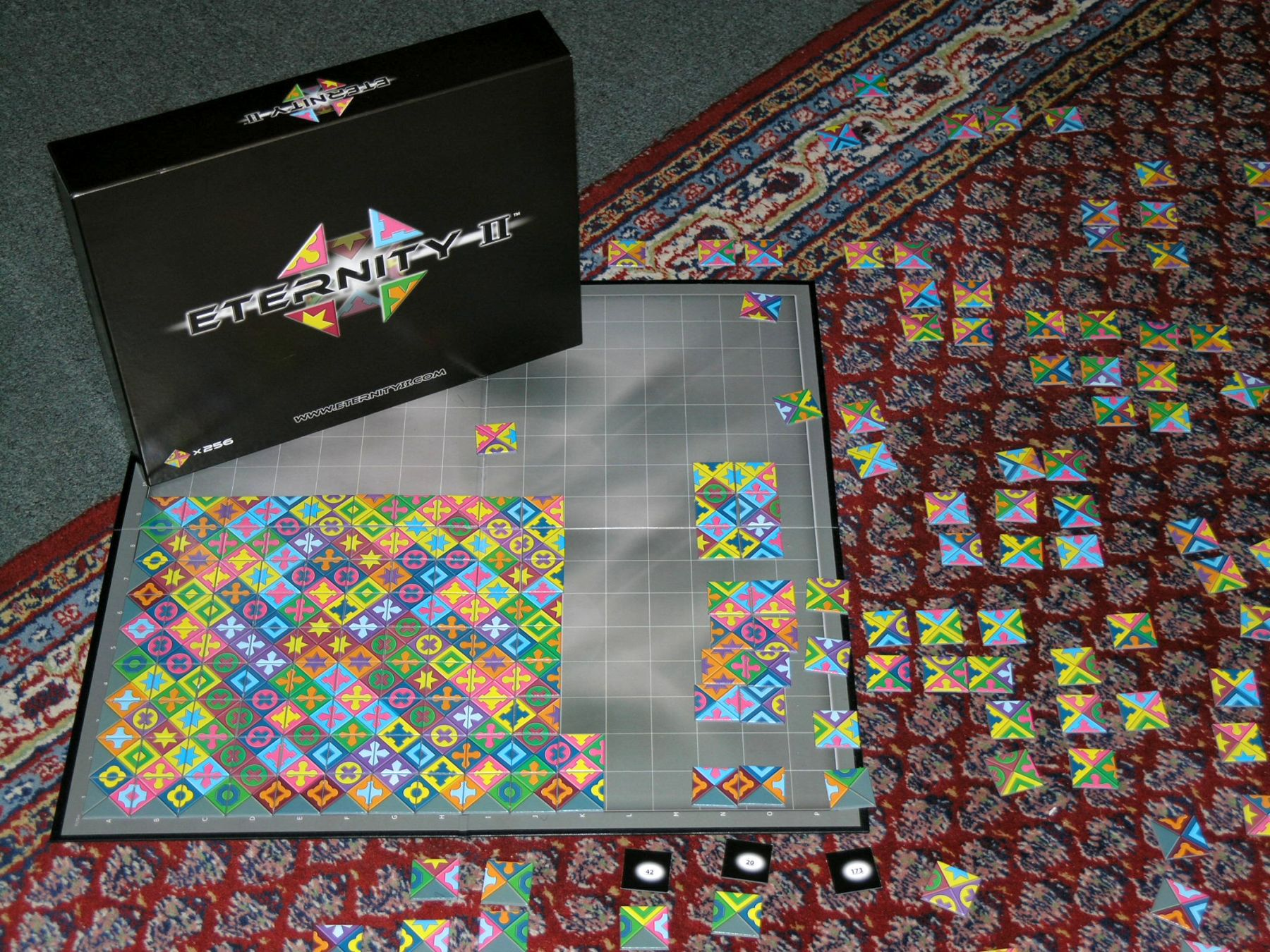
Eternity II

Eternity II – puzzle, to kolejna łamigłówka stworzona przez sir Christophera Moncktona - byłego doradcę politycznego Margaret Thatcher, obecnie zaś dziennikarza Today. Pierwszą edycję wygrało dwóch matematyków, którzy przy pomocy programu komputerowego po 10 miesiącach zmagań podzielili się nagrodą 1 mln funtów. 
Eternity II dostępna jest w 5 wersjach składających się z 256, 72 (2x) i 36 (2x) elementów. Ułożenie mniejszych wersji wskazuje lokalizacje głównych elementów w 256-elementowej wersji konkursowej, co ułatwia jej ułożenie. 
Dla pierwszej osoby której uda się rozwiązać Eternity II, przewidziano nagrodę w wysokości 2 milionów dolarów. Gra ma zasięg ogólnoświatowy.

## Rozwiązanie
Na rozwiązania łamigłówki czekano do 31 grudnia 2008 r, lecz okazało się, że nikt nie ułożył całej planszy Eternity II. Szwedka Anna Karlsson za ułożenie 467 z 480 kawałków została nagrodzona kwotą 10,000 dolarów. Główna nagroda nie została zdobyta.

## Eternity2.net
Australijczycy Dave Clark stworzył internetowy projekt przetwarzania rozproszonego oparty na platformie BOINC, mający na celu rozwiązanie łamigłówki. Twórca projektu deklaruje że podzieli się nagrodą po połowie, z uczestnikiem projektu, którego komputer znajdzie rozwiązanie.